# Russell Westbrook
Russell Westbrook (Long Beach, Califòrnia, 12 de novembre de 1988), és un jugador de bàsquet estatunidenc que juga als "Los Ángeles Clippers" de l'NBA, després de ser seleccionat pels ja desapareguts Seattle SuperSonics al Draft de 2008.
La temporada 2016-17 va ser guardonat amb el premi al millor jugador (MVP) de la temporada regular i en dues temporades (2015-16 i 2016-17) va ser seleccionat en el Millor Quintet de l'NBA. Ha estat 9 vegades seleccionat per participar en l'All-Star Game de l'NBA i en 2 ocasions triat millor jugador (MVP) del partit (únic en la història en dues edicions consecutives: en 2015 i 2016). També va ser membre de la Selecció de bàsquet dels Estats Units amb la qual va participar en els Jocs Olímpics de Londres 2012, on va guanyar la medalla d'or.

## Trajectòria esportiva

### Universitat
Després d'acudir a l'Institut Leuzinger, Westbrook va jugar dues temporades en la UCLA Bruins de la Universitat de Califòrnia a Los Angeles. En la seva primera campanya en els Bruins, els seus minuts de joc van estar molt limitats, fent de mitjana 3.4 punts i 0.7 assistències en 9 minuts. Tot i això, va aconseguir anotar en dobles-figures en tres ocasions. En la següent temporada, Westbrook va liderar als Bruins en assistències (4.3 per partit) i va finalitzar tercer en anotació (12.7). En les Finals Regionals de l'Oest del Torneig de la NCAA, van eliminar a Xavier Musketeers amb Westbrook anotant 17 punts. Ja a la Final Four van caure davant Memphis Tigers amb un altre gran partit de Westbrook (22 punts).
Westbrook va ser nomenat Jugador Defensiu de l'Any de la Pacific-12 Conference, a més de formar part del tercer millor quintet de la conferència i del millor quintet defensiu de la lliga.

### NBA
Seattle SuperSonics el va seleccionar al Draft de l'NBA del 2008 en la quarta posició. El 5 de juliol de 2008, Westbrook va signar amb Oklahoma City Thunder juntament amb D.J. White. Westbrook va ser nomenat millor rookie de la Conferència Oest als mesos de desembre i febrer. Al desembre, Westbrook va fer de mitjana 15.5 punts, 5.1 rebots i 5.1 assistències, mentre que al febrer va millorar els seus nombres fins als 20.6 punts, 6.1 rebots i 5.9 assistències. L'1 de febrer, el jugador va anotar 34 punts en la derrota dels Thunder davant Sacramento Kings a la pròrroga.
El 2 març de 2009, Westbrook va realitzar el seu primer triple-doble a l'NBA, amb 17 punts, 10 rebots i 10 assistències, sent el primer rookie a aconseguir-ho des Chris Paul a la temporada 2005-06, i el tercer jugador dels Sonics / Thunder (els altres van ser Art Harris i Gary Payton). Va finalitzar quart en la votació pel Rookie de l'Any de l'NBA i va ser inclòs en el millor quintet de rookies de l'NBA.
Va ser triat jugador de la setmana al costat de Jeremy Lin al febrer de 2012. A la temporada 2014/15 culmina la seva millor temporada a l'NBA, quedant 4t en la carrera pel MVP i acabant la temporada com a màxim anotador de la NBA, 2n màxim en robatoris i 4t màxim assistent. Va fer una magnífica temporada fent 11 triples dobles a la campanya (sent el que més en aquesta temporada) i sent tres vegades millor jugador del mes. A més va aconseguir la seva millor anotació en un partit, amb 53 punts anotats davant Indiana Pacers.
Va ser triat l'MVP del partit de les estrelles (All-Star Game) de l'NBA el 2015, anotant 41 punts, només un menys que Wilt Chamberlain, que ostenta el rècord amb 42 punts, que va anotar el 1962. També en aquest any, va aconseguir 3 triples-dobles de manera consecutiva, el segon en la història en realitzar-lo. A l'All-Star Game de la NBA 2016 també va aconseguir novament el títol de MVP, l'únic en aconseguir-ho 2 vegades seguides juntament amb Bob Pettit. En aquest partit, Paul George va igualar el seu anotació d'un any abans amb 41 punts, 1 punt per darrere dels 42 de Wilt Chamberlain.
La temporada 2016-2017 va rebre el premi al millor jugador (MVP) de la lliga regular, després de fer unes estadístiques de 31'6 punts, 10'4 assistències i 10'7 rebots per partit.